# Lenguas de Yellow-River
Las lenguas del río Amarillo o Yellow river son una pequeña subfamilia de tres lenguas claramente relacionadas,
Namia (namie), ak, y awun.
Se clasifican entre las lenguas del Sepik del Papúa Nueva Guinea septentrional.
 Namia es la lengua más divergente de la familia.

## Distribución
Se hablan a lo largo del  Río Amarillo (un afluente del Sepik) en una zona montañosa del centro Provincia de Sandaun, ubicada al norte de la cuenca superior Sepik. Se encuentran directamente al suroeste de las lenguas Ram, otro grupo Sepik.

## Pronombres
Los pronombres que Ross reconstruye para proto-Yellow-River son:
| Yo   | *wan   | "Nosotros dos" | *ɨ-t          | nosotros | *ɨ(m, n)       |
| tú   | *nɨ    | Vosotros dos   | (*kə-, *wə-p) | tú       | (*kə-m, *wə-m) |
| él   | *[ə]rə | los/las dos    | *tə-p         | ellos    | *tə-m          |
| ella | *ɨ     | los/las dos    | *tə-p         | ellos    | *tə-m          |